# Cañón antitanque Hotchkiss 25 mm
El Hotchkiss 25 mm era un cañón antitanque francés que fue empleado en los primeros años de la Segunda Guerra Mundial.

## Desarrollo

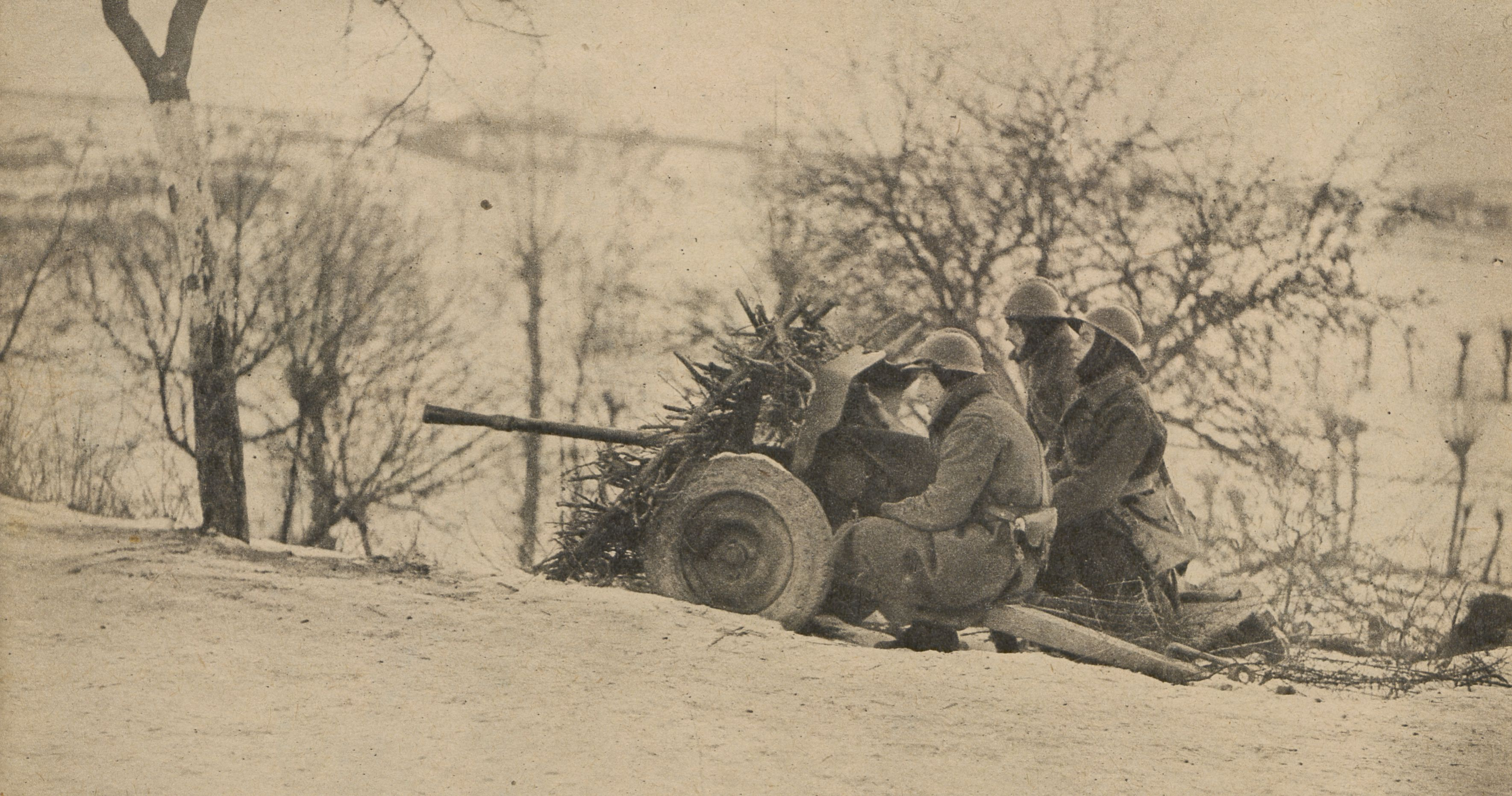
Artilleros franceses con un Hotchkiss 25 mm durante la Guerra de broma, enero de 1940.

A inicios de la década de 1920, el Ejército francés se dio cuenta de que la capacidad antiblindaje del cañón de infantería TRP 37 mm sería insuficiente contra los tanques modernos. En 1926, la empresa Hotchkiss et Cie propuso un diseño propio de 25 mm que eventualmente fue aceptado en servicio bajo la designación canon de 25 mm semi-automatique modèle 1934 (generalmente acortado a canon de 25). Al inicio de la Segunda Guerra Mundial, era la principal arma antitanque de la Infantería francesa. Hacia mayo de 1940, se reportó que había 6.000 cañones Hotchkiss 25 mm en servicio con el Ejército francés, a pesar de que algunas unidades todavía estaban esperando que les fuese suministrado.
Al ser empleado durante la Batalla de Francia en 1940, se descubrió que su proyectil era demasiado pequeño para ser eficaz contra los tanques alemanes, especialmente a largo alcance. Continuó siendo un arma útil contra automóviles blindados y otros vehículos con blindaje ligero.

## Historial de combate

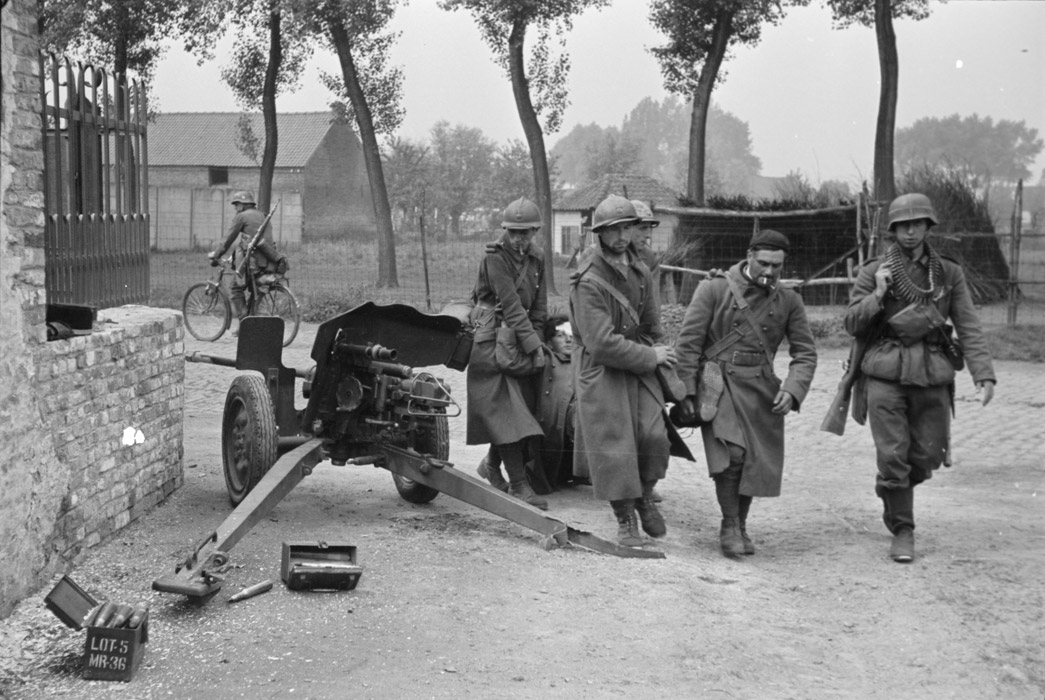
Prisioneros franceses del 158° Regimiento de Infantería, pasando junto a un Hotchkiss 25 mm dañado en Thulin, Bélgica, 23 de mayo de 1940.

Al inicio de la Segunda Guerra Mundial, el 25 SA-L modelo 1934 fue asignado a casi todas las unidades de tanques y antitanque del Ejército francés, mientras que el  25 SA-L modelo 1937 fue empleado en las compañías de apoyo de los batallones de infantería.
A pesar de su pequeño calibre, que obligaba a sus artilleros a apuntar con precisión a los puntos débiles de los tanques enemigos, se mantuvo por un tiempo como un poderoso cañón antitanque contra los Panzer II, Panzer III y Panzer IV, los cuales conformaban la mayoría de los tanques alemanes durante la invasión de Francia. El Hotchkiss 25 mm demostró su valía en la Batalla de Stonne, durante el primer combate del 15 de mayo de 1940, cuando un solo cañón emboscado en las afueras de la aldea eliminó a tres Panzer IV en cinco minutos. Durante la defensa de Ruán el 9 de junio de 1940, un cañón emplazado al pie del viejo puente Corneille tuvo en su línea de puntería a los tanques alemanes que descendían por la rue de la République y disparó varias veces contra estos, destruyendo a dos. Según otra versión de los hechos, un tanque Renault R35 emboscado cerca de la barricada podría haber destruido a uno de los tanques alemanes; en cualquier caso no pudo ser obra de un tanque Renault FT-17, que en aquel entonces solamente estaban armados con ametralladoras.[cita requerida]

## Empleo en el extranjero

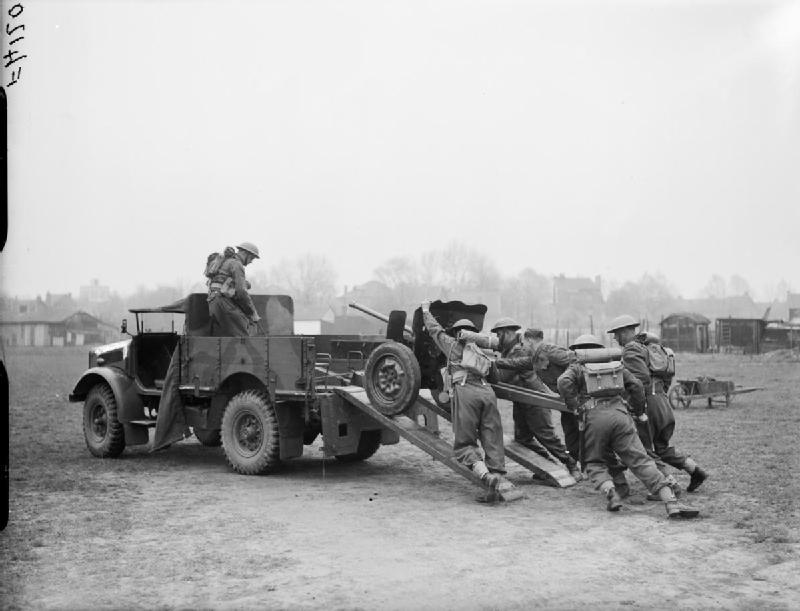
Soldados de la Fuerza Expedicionaria Británica suben un cañón antitanque Hotchkiss 25 mm en la tolva de un camión Bedford, en la región de Pas-de-Calais, abril de 1940.

En 1935, el Ejército de los Estados Unidos compró el cañón antitanque Hotchkiss 25 mm para evaluarlo. Turquía compró 400 cañones durante el período de entreguerras.
Durante la Guerra Civil Española, algunos ejemplares del cañón antintanque Hotchkiss 25 mm llegaron a manos de las fuerzas Republicanas. Algunos fueron montados a bordo de tanques Panzer I capturados.
Al desembarcar en Francia en 1939, la Fuerza Expedicionaria Británica (FEB) tenía una cantidad insuficiente de armas antitanque, tales como el Cañón QF de 2 libras. Se le suministró 300 canons de 25, que en servicio británico fueron conocidos como Cañón Anti-Tanque, Hotchkiss 25 mm, sobre Afuste de 25 mm, Mark I. En servicio británico, la FEB estaba completamente mecanizada y trató de remolcar el cañón con sus vehículos, pero rápidamente descubrió que no era lo suficientemente robusto, al haber sido diseñado para ser remolcado por caballos. La solución fue emplear el cañón como un portee, que es transportarlo en la tolva de un camión. Fue la primera pieza de artillería en ser empleada de esta forma.

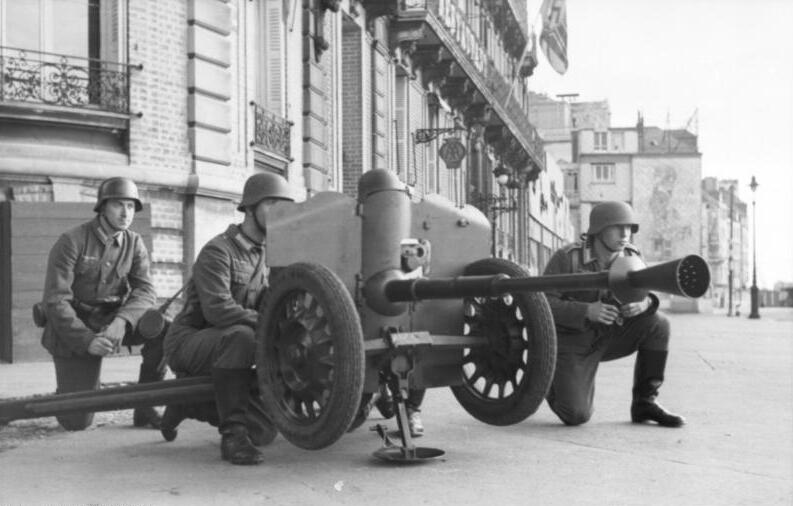
Artilleros alemanes con un 2,5 cm PaK 113(f) en el norte de Francia, 21 de junio de 1942.

Los cañones capturados por los alemanes fueron empleados con la designación 2,5 cm PaK 112(f) para el Modelo 1934 y 2,5 cm PaK 113(f) para el Modelo 1937, con la letra f indicando su origen (französische, francés). Algunos cañones capturados también entraron en servicio italiano en el norte de África como alternativas al fusil antitanque Solothurn S-18/1000, con la designación Cannone da 25/72.

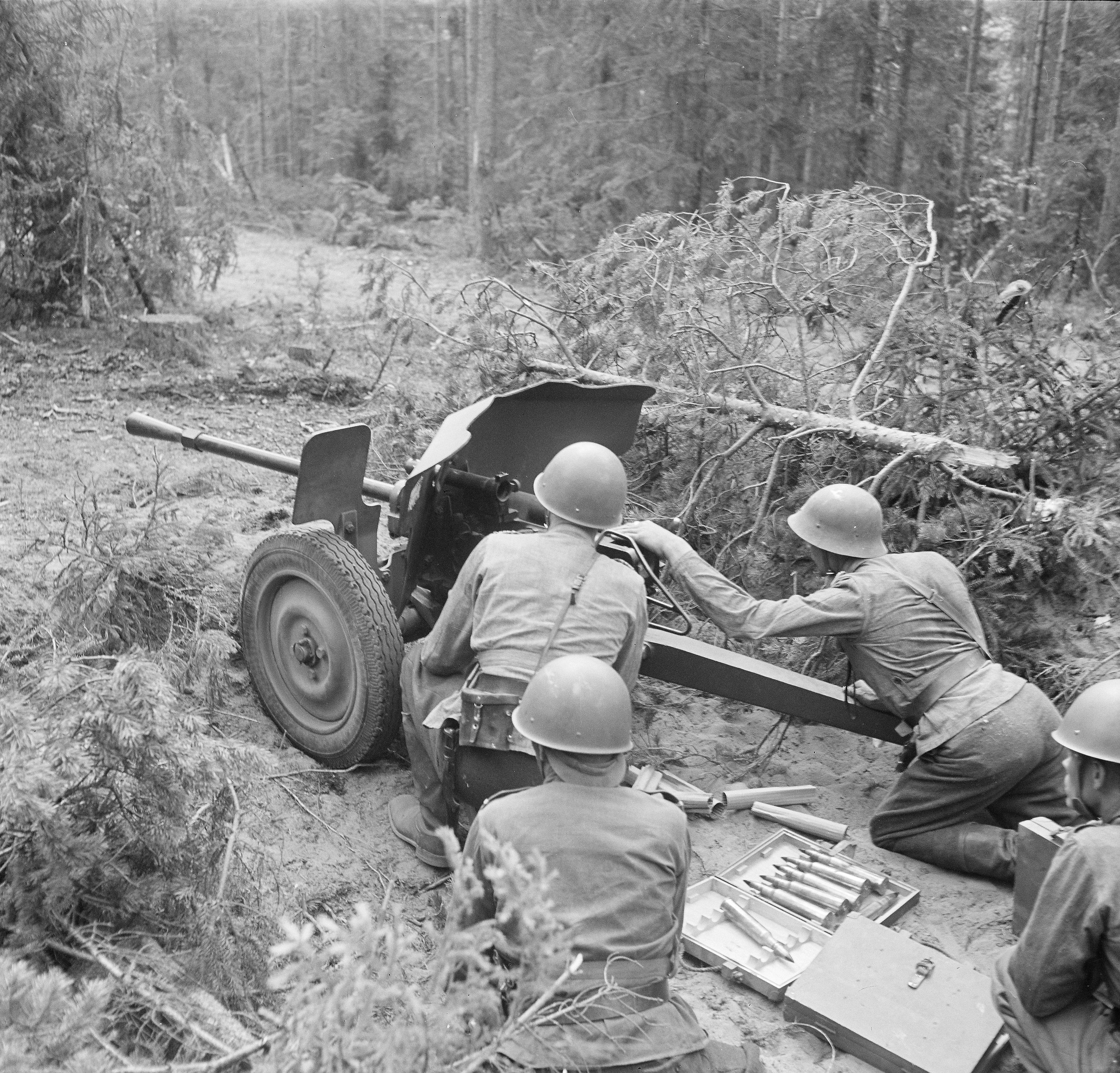
Artilleros finlandeses con un 25 PstK/34 durante la Guerra de Continuación, 25 de julio de 1941.

Finlandia compró 50 cañones franceses APX M/37 de 25 mm durante la Guerra de Invierno a través de Aladar Paasonen, pero solamente 40 de estos fueron suministrados en febrero de 1940 a través de Noruega. Los diez cañones restantes fueron capturados por los alemanes cuando invadieron Noruega en la primavera de 1940. Casi la mitad de los cañones que llegaron durante la Guerra de Invierno fueron empleados en primera línea, tres de estos siendo destruidos en combate. Durante la Paz interina, los alemanes vendieron 200 cañones capturados a Finlandia. De estos, 133 eran modelo M/34 y 67 eran modelo M/37, siendo designados 25 PstK/34 y 25 PstK/37, respectivamente, además de ser apodados Marianne. Fueron empleados en la Guerra de Continuación, hasta ser retirados de la primera línea hacia 1943.
Algunos fueron empleados por el Việt Minh al inicio de la Guerra de Indochina.

## Variantes

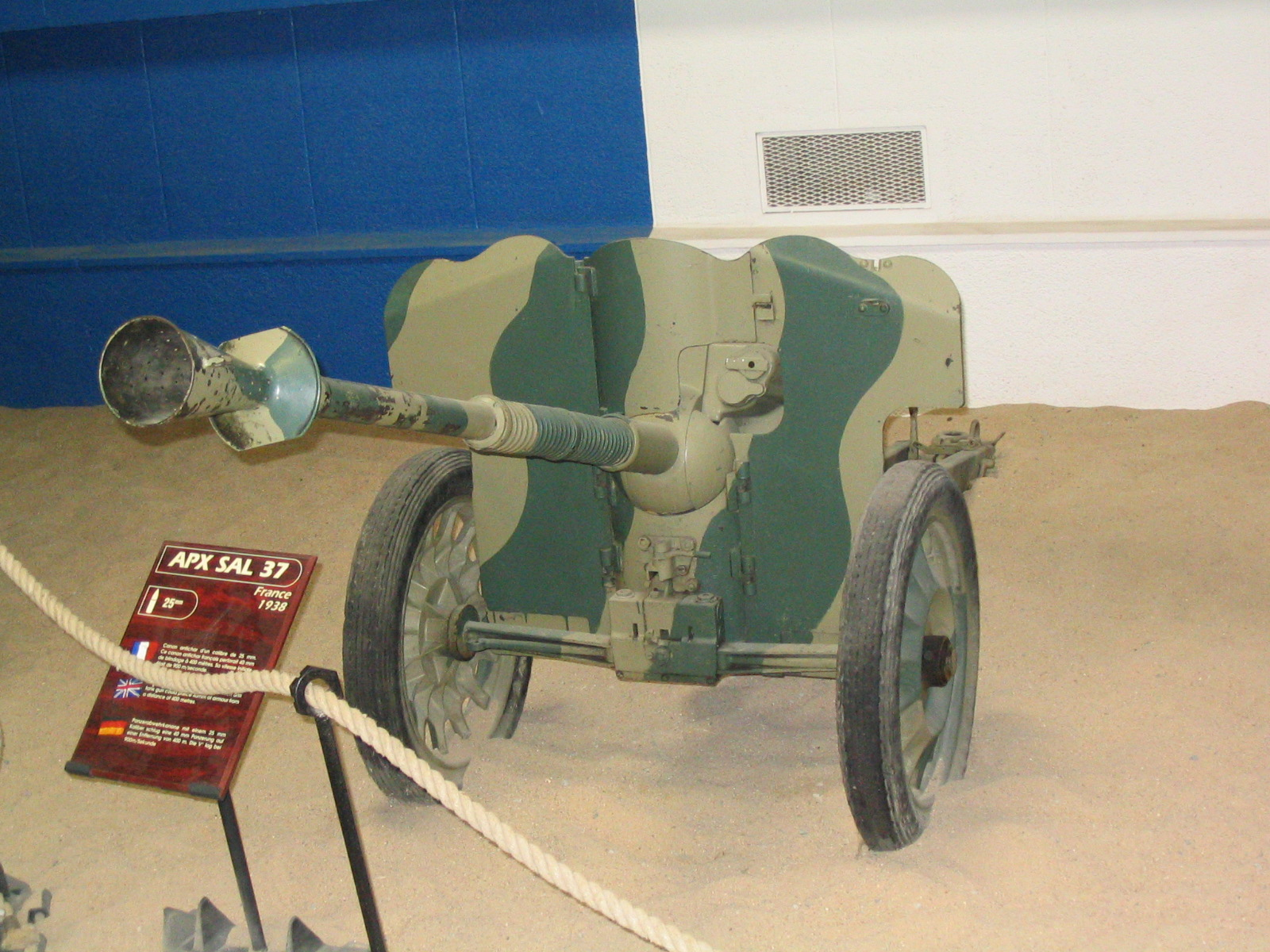
El SA Mle 37 del Museo de tanques de Saumur.

- 25 AC mle 1934: llamado de forteresse (versión para fortaleza), fue adoptado para armar las casamatas de la Línea Maginot. El cañón de 25 mm no era empleado individualmente, sino como un arma combinada. Era asociado con una batería doble de ametralladoras MAC M1931 en un solo afuste hemisférico, llamado "trumelage",[15] que tenía una sola mira telescópica para apuntar todas las armas. La longitud de su caña fue acortada según el tipo de fortificación en donde se instalaría el afuste hemisférico, conservando su longitud original cuando era instalado en casamatas.[16]
- 25 APX SAL 35: una variante acortada empleada en tanques y automóviles blindados, tales como el Panhard 178.
- 25 APX SAL 1937: un derivado diseñado por APX, con una caña de 77 calibres y un afuste mucho más ligero (300 kg).[4] Algunos ejemplares fueron empleados por el Ejército rumano.[17]

## Usuarios
- Francia
- Alemania nazi
- España
- Finlandia
- Italia
- Reino Unido
- Rumania[18]

### Desarrollos relacionados
- Cañón antitanque APX 47 mm
- Cañón automático Hotchkiss 25 mm
- Cañón automático Tipo 96 25 mm

### Cañones similares
- 5 cm PaK 38

### Listas relacionadas
- Anexo:Materiales históricos del Ejército de Tierra de España desde la posguerra